# الجمعية الرياضية المنصورية
الجَمْعِيَّةُ الرِّياضِيَّةُ المَنْصُورِيَّة نادٍ مغربيٌّ لكرة القدم يلعب حاليا في القسم الثالث. تأسست في عام 2000 مـ ومقرها مدينة المنصورية. لوني فريقها هما الأزرق والأبيض.